# Adam von Wolkenstein-Trostburg
Adam Freiherr von Wolkenstein-Trostburg (* 1583; † um 1635 in Tirol?) war ein österreichischer Adliger und Komtur und zuletzt Ratsgebietiger des Deutschen Ritterorden.

## Leben
Adam war der Sohn von Melchior Hannibal von Freiherr zu Wolkenstein und Trostburg (1517–1596) und dessen zweiter Ehefrau Eleonore Truchsessin von Waldburg. Nach Absolvierung seiner Studien kam Adam 1606 im Gefolge des Marquart Freiherr von Egg und Hungerspach, Statthalter des Erzherzog Maximilian von Tirol, Deutsch- und Hochmeister nach Mergentheim. Nachdem Wolkenstein als Kammergerichtspräsident in Speyer nicht zum Zug gekommen war, wurde er 1607 in den Deutschen Ritterorden aufgenommen. In Folge kämpfte er 1607 bis 1609 in Malta, war 1610 Komtur zu Würzburg und 1618 bis 1627 Komtur von Donauwörth.
1635 wird er als Ratsgebietiger der Ballei Franken und Komtur zu Heilbronn genannt. 1635 machte Adam sein Testament in Hall in Tirol, das genaue Todesjahr ist nicht bekannt.
Bis zum Tod Erzherzog Maximilians 1618 war Adam dessen Kämmerer, dann jener von Erzherzog Karl und ab 1625 kaiserlicher Kämmerer Ferdinands II. 1625 verlieh ihm der Kaiser auch den Titel „Wohlgeboren“, den er aber schon 1607 am Aufschwörschild geführt hatte.
Adam stiftete 6.000 Gulden für das königliche Damenstift in Hall in Tirol und 2.000 Gulden für das Klarissenkloster Brixen, in dem seine Schwester Katharina Äbtissin war.

## Trivia
Das Aufschwörschild des Adam Freiherr zu Wolkenstein und Trostburg befand sich ursprünglich in der Schlosskirche des Deutschordensschlosses in Mergentheim innen an der Südwand unter der Orgelempore. In der Mitte des kreisrunden Holzschildes ist ein „W“ gemalt, das Wappenfeld und der Außenrand des Schildes sind von je einem geschnitzten und vergoldeten Ornamentreifen eingefasst. Die dazwischen umlaufende gemalte Inschrift lautet:

„An(n)o 1607 · den · 23 tag · ap(r)ilis ist der wolgebohrne Herr · Herr Adam Freyherr Zu Wolckenstein / Vnd Trostburg in / denn Ritterlichen / Teuschen orden kom(men)“

Das Schild befindet sich nun in der Sammlung des Komturs und Ratsgebietigers des Deutschen Ritterordens in der Deutschordenskirche Friesach in Friesach.